# Vicente Poveda
Vicente Poveda y Juan (Petrel (Alicante), 20 de febrero de 1857 – Roma, 1 de agosto de 1935) fue un pintor español de estilo luminista y realista, con una fase historicista inicial, siguiendo la moda de la época. Se formó en la madrileña Real Academia de Bellas Artes de San Fernando. Sus obras estuvieron muy influidas por las pinturas de autores como Federico Madrazo, Mariano Fortuny o Joaquín Sorolla. Destacó como acuarelista, de temas de género, costumbristas, paisajes y escenas galantes dieciochescas, aunque también cuenta en su producción con retratos de gran mérito.  Espí Valdés considera que Poveda realiza "cuadros coloristas, atractivos, desenfadados, de reducidas medidas, a medio camino, tal vez del quadretto y del género primoroso que desemboca en el majismo".

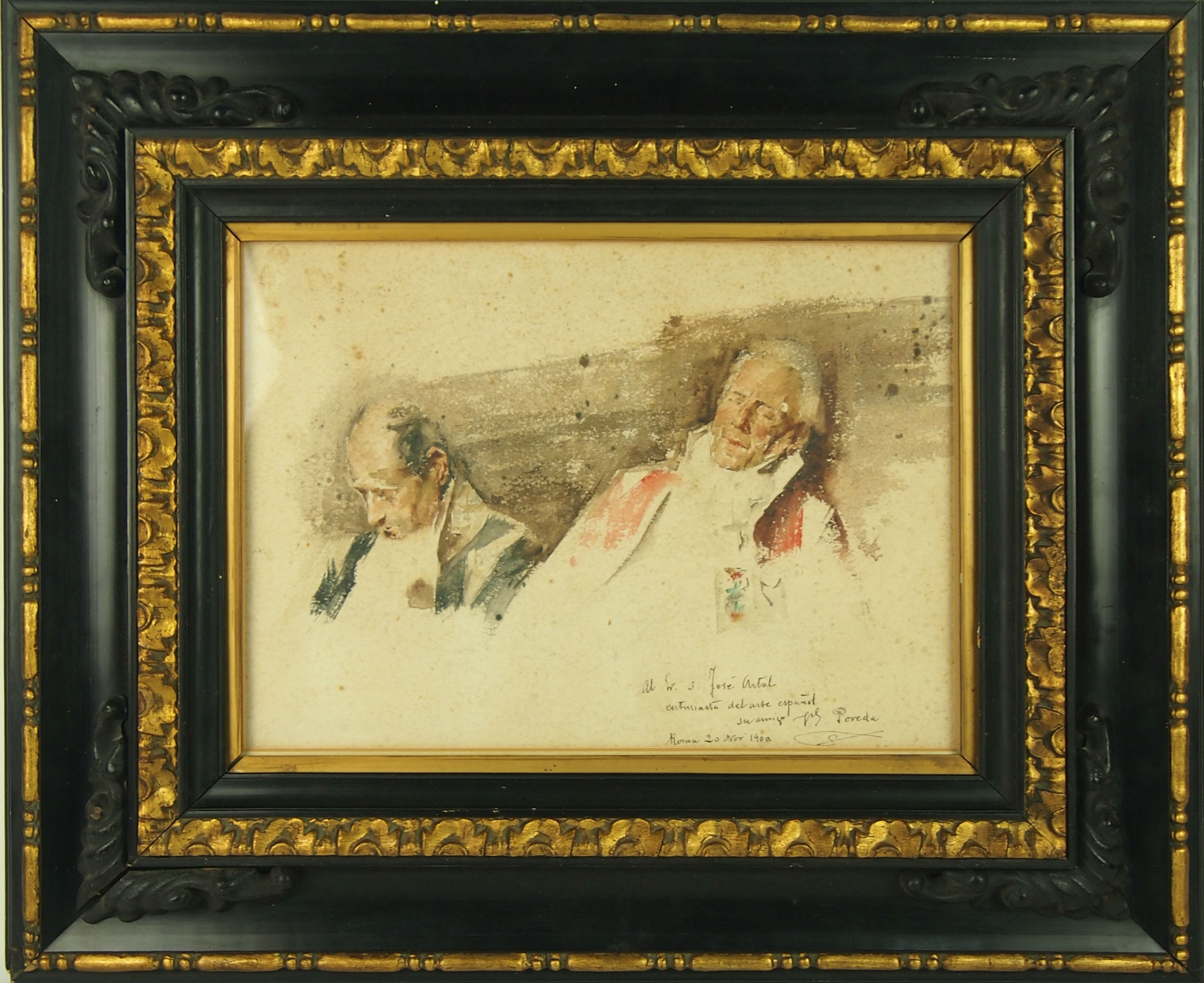
Caballeros dormitando

## Reseña biográfica
Siguiendo a Rico Navarro, (1998) conocemos que Poveda nació en el número 6 de la calle Mayor de Petrel el 20 de febrero de 1857, siendo bautizado en la Iglesia Parroquial de San Bartolomé. Fue becado en Madrid (Escuela de Bellas Artes  de San Fernando) por la Diputación Provincial en 1878, ciudad en la que según Payá Poveda (2018) fue socio fundador del Círculo de Bellas Artes y fue designado socio de mérito del Ateneo matritense. Posteriormente, por la misma institución, fue pensionado en Roma donde residió desde 1882. En la capital italiana instaló su estudio en vía Marguta 35, al igual que numerosos pintores españoles. Compartió residencia y taller con otros artistas como Vicente March, Pedro Serrano, Gabriel Puig Roda y Manuel Muñoz. En 1885 al concluir su pensión fijó su residencia en esta capital, en la que contrajo matrimonio, en 1895, con Carolina Gina Bravesca, actuando como testigos Francisco Pradilla y Alejo Vera. No tuvieron descendencia. Falleció en 1935, mientras residía en Plaza Navona 93. Por Payá y Payá, (2016) consta que el edificio de su vivienda, que hoy alberga espacios del Instituto Cervantes, era propiedad de la fundación pública española "Obra Pía Establecimientos españoles en Roma", institución propietaria de un inmenso patrimonio urbano en la capital italiana y de varios centros religiosos y culturales. Para esta institución Poveda pintó un retrato de Pío XI y un cuadro conmemorativo de la visita que Alfonso XIII cursó a la Iglesia nacional española de Montserrat y Santiago de la ciudad del Tíber, en noviembre de 1923, obras que no se encuentran publicadas. Por Navarro y Payá sabemos que Poveda fue miembro de la Junta de esta Obra Pía al menos desde 1927 hasta su muerte en agosto de 1935.

## Comentario de la obra de Poveda.
Espí Valdés, en su libro Pintura Alicantina, dice de la técnica de Poveda: «En la Iglesia, En la fuente, La Corte de Carlos IV en Aranjuez'" constituyen obras de enorme exquisitez, técnica depurada, color brillante, actitud sugeridora, pincelada atrevida en muchas ocasiones como ocurre con este Paisaje de una terraza en Roma , donde las figuras de rojo, azul, violeta, rosa y blanco aparecen abocetadas, como así los cipreses de verdenegro, las enredaderas, plantas y flores que a la izquierda de la obra mantienen el peso que equilibra el grupo de damas y el caballero casacón de la parte contraria. Bellísimo el celaje de azul pálido».
En la página 228 de la misma obra comentando el gran óleo  Valle de lágrimas dice:  «El cuadro representa un viejo y una niña saliendo de un cementerio. Es notoria la extrema pobreza de sus ropas. La niña porta sobre sus manos un rosario. El artista plasma en esta escena una visión tenebrosa, lúgubre y triste de la vida simbolizada por la despedida de estos familiares que dejan a un ser querido en el campo santo. Los colores grises y verdosos que el artista utiliza también sirven para incrementar ese aspecto sombrío que el pintor traza, así como las nubes amenazantes que se extienden sobre los lánguidos y apesadumbrados personajes, que caminan sobre un suelo encenagado. Tras el arco del cementerio los cipreses se yerguen ensombrecidos».

## Distinciones
Tercera medalla en las Exposiciones Nacionales de Bellas Artes de 1884 (Valle de lágrimas) y 1887 (La muerte del príncipe de Viana).

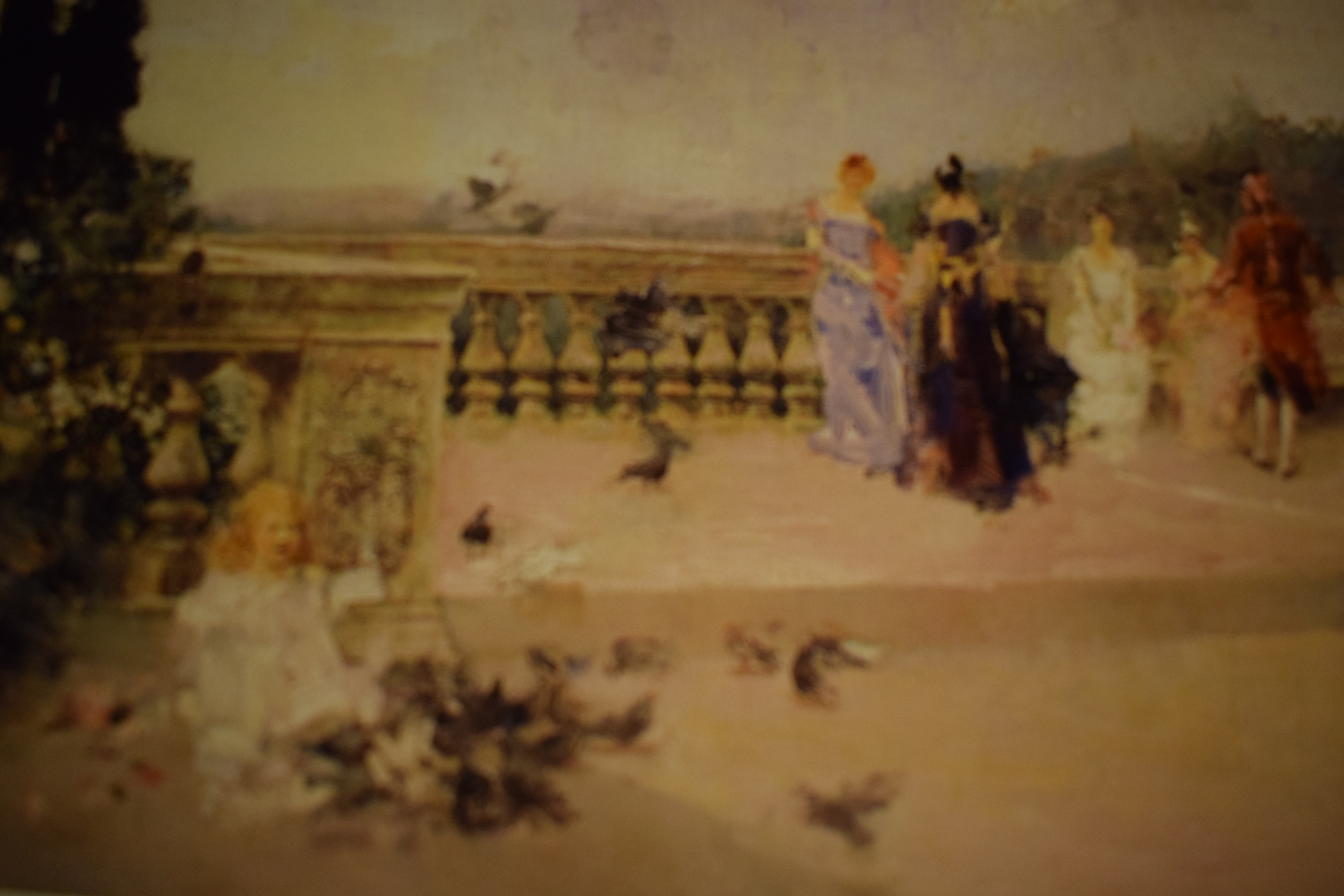
Paisaje de una terraza en Roma. 1890. Detalle

## Obras destacadas en museos y colecciones
Muerte del Príncipe de Viana. Firmado Roma 1887. Óleo sobre lienzo. 2,98 x 4,97 m.  Museo del Prado, en depósito en el rectorado de la Universidad de Granada. (Hospital Real).
Valle de lágrimas 1884. (Viejo con niña o Día de difuntos). Óleo sobre lienzo 3 x 2 m. Museo del Prado. Cesión temporal en el MUBAG Alicante.
Paisaje de una terraza en Roma. 1890. Óleo sobre lienzo 0,37 x 0,70 m. Colección Diputación de Alicante - MUBAG Alicante. 
Guitarrista andaluz 1880. Grafito y acuarela sobre cartulina. Museo de Bellas Artes de Córdoba. 
Rezando en la capilla inferior de la Basílica de Asís. Óleo sobre lienzo. 0,30 x 0,50 m. Colección Fundación Marignoli di Montecorona, Espoleto (Umbría) Italia.
Primera Comunión. Óleo sobre lienzo. 0,54 x 0,40 m. Colección Ayuntamiento de Petrer.
Procesión del Corpus en un templo. Óleo sobre lienzo 0,6 x 1 m. Museo Nacional de Bellas Artes de Buenos Aires, (nº 5.520), en depósito en el Museo de Bellas Artes de Río Cuarto (Córdoba-Rep Argentina). Procedente de la colección de Ángel Roverano.
Caballeros dormitando. Acuarela sobre papel. 0,40 x 0,30 m. Con dedicatoria: "Al Sr. D. José Artal, entusiasta del arte español,  su amigo V. Poveda, Roma 20 Nov de 1900". Colección particular.

## Otras obras de interés y fuente de publicación

### Rico Navarro 1998

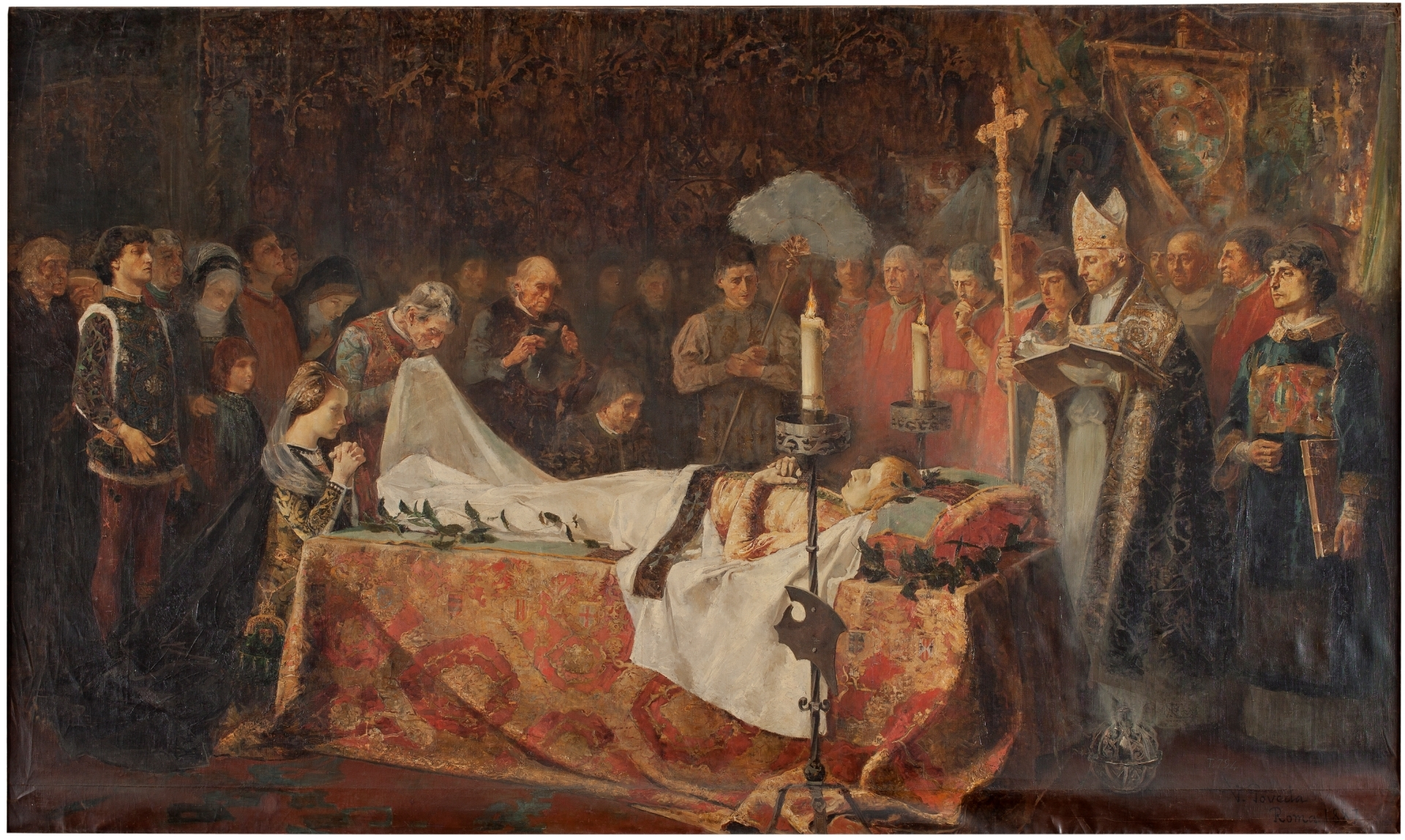
Muerte del príncipe de Viana

Labrador. Retrato al óleo. 0,52 x 0,40 m. Colección Caja de Crédito de Petrel.
Pintando en San Marcos. Óleo sobre lienzo. 0,47 x 0,71 m. Colección particular.
En la fuente. Óleo sobre lienzo. 0,21 x 0,35 m. Colección particular.
Pozo veneciano. Acuarela sobre papel. 0,28 x 0,48 m. Colección particular.
Comunión. Óleo sobre lienzo. 0,45 x 0,75 m. 1892. Colección particular.
En el patio. Óleo sobre lienzo. 0,50 x 0,33 m, 1894. Colección particular. (Recogido en la portada del Catálogo de la exposición de 1998).
Fumando en pipa. Acuarela 0,42 x 0,28 m, Colección Ayuntamiento de Petrer.
Godoy leyendo una misiva a Carlos IV. Óleo sobre lienzo. 1,80 x 1,10 m. Colección particular.
Retratos de D. Ciro Pérez Payá y su esposa Dña Emilia Ferrer.  Pareja de óleos sobre lienzo de 0.85 x 0,54 m. Colección particular.
El Conde Giusseppe Angletti Rosetti. Óleo sobre lienzo. 0,19 x 0,13 m Colección particular.
Autorretrato. Óleo sobre lienzo. 0,24 x 0,16 m Colección particular.

### Payá Poveda 2008
Ricamatrice.  Acuarela sobre papel. 0,40 x 0,29 m. Colección particular.

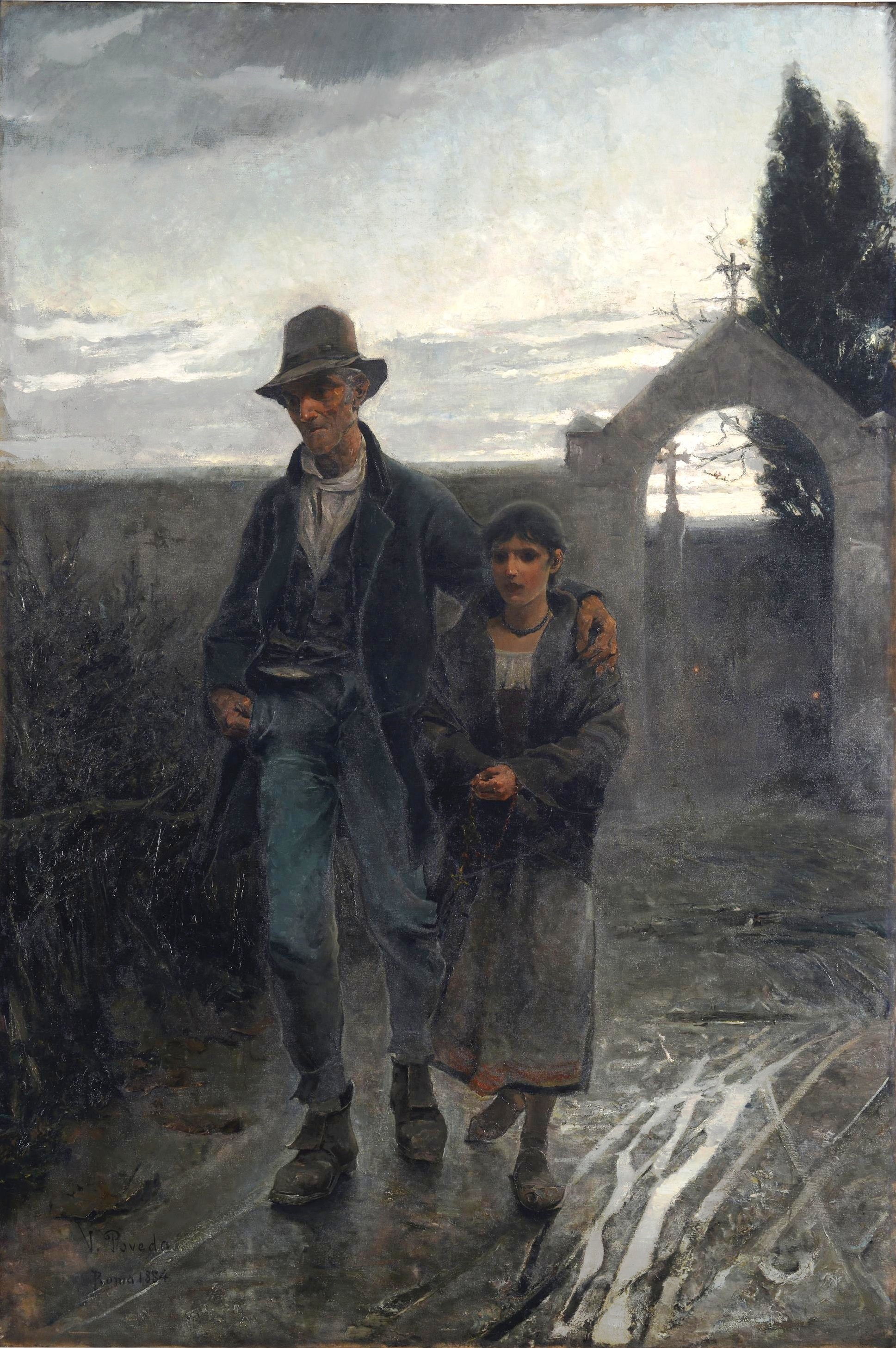
Viejo con niña o Valle de lágrimas

Retrato de Mari Keck Goldman. Acuarela sobre papel. 0,39 x 0,28 m. Colección particular.
Tejados de Venecia. Óleo sobre lienzo. 0, 97 x 0,24 m Colección particular.
Muchachas en un pozo veneciano. Óleo sobre lienzo. 0, 33 x 0,55 m Colección particular.
La visita del cardenal. Óleo sobre lienzo. 0, 39 x 0,59 m Colección particular.

### Payá Poveda 2014
Músico popular. Óleo sobre lienzo. 0,43 x 0,36 m
Lección en el jardín de la iglesia.  Óleo sobre lienzo 0,30 x 0,50 m
Sinfonía de azules. Óleo sobre lienzo 0,56 x 0,36 m
El antiguo Egipto. Óleo sobre lienzo. 0,45 x 0,36 m
De paseo por el jardín. Óleo sobre tabla. 0,51 x 0,71 m 
Procesión. Óleo sobre madera. 0,27 x 0,21 m
Paseando en elegante compañía en el parque.  Óleo sobre lienzo y cartón.  0,29 x 0, 37 m.
Bebiendo agua en el patio. Óleo sobre lienzo. 0,65 x 0,45 m
Dama en el tocador. Óleo sobre tabla. 0,25 x 0,19 m.
En el convento. Óleo sobre tabla. 0,32 x 0,40 m 
Danze ciociare. Óleo sobre tabla. 0,25 x 0,19 m 

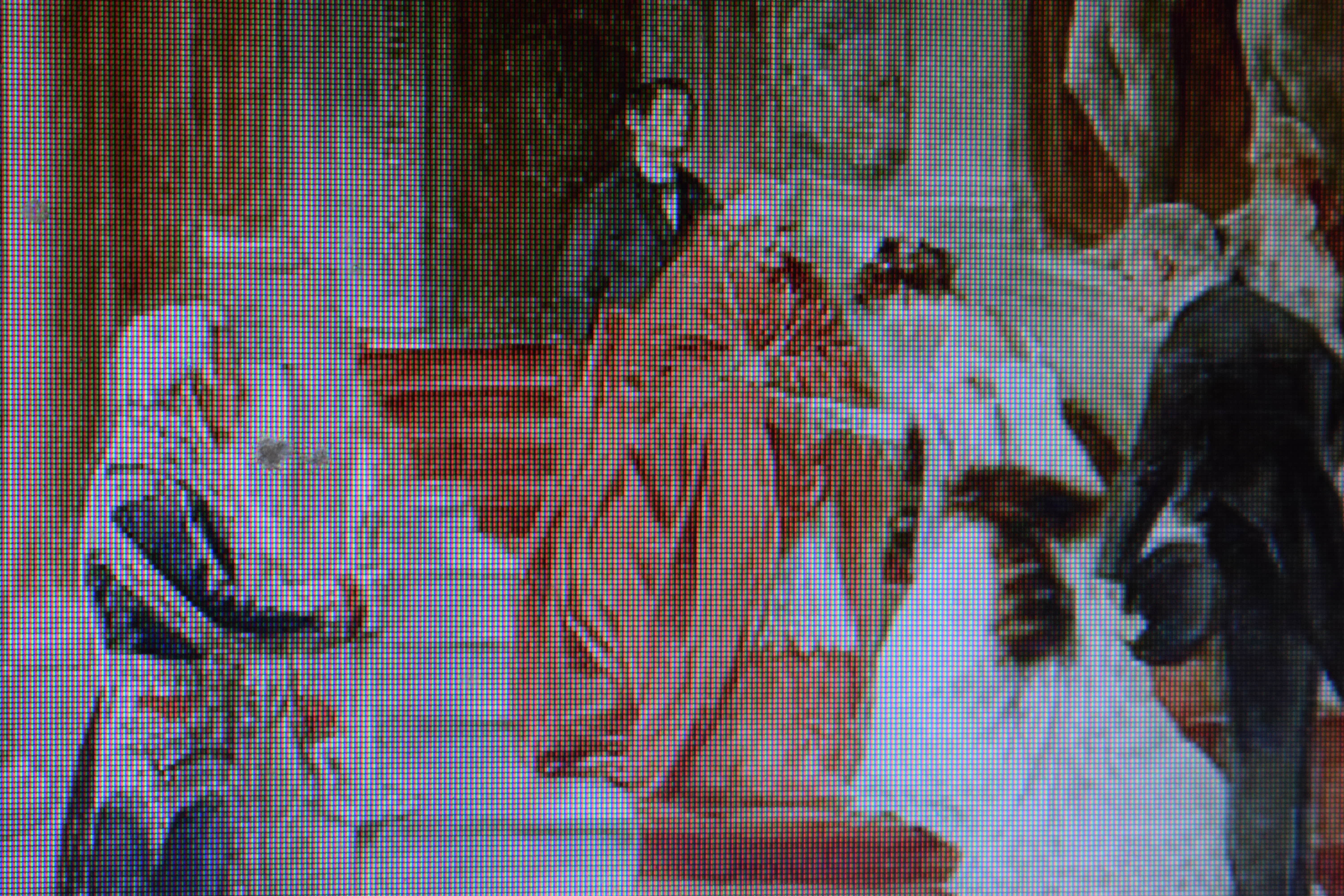
La audiencia del cardenal, detalle

La audiencia del cardenal. Acuarela sobre cartón. 0,66 x 1 m. 
El enfado. Óleo sobre lienzo. 0,27 x 0,35 m
Gitana brindando. Óleo sobre tabla. 0,30 x 0,23 m 
Rezando en la capilla inferior de la Basílica de Asís. Óleo sobre lienzo. 0,30 x 0,50 m
Jardín de la Villa Borghese en Roma. Óleo sobre lienzo. 0,20 x 0,28 m.

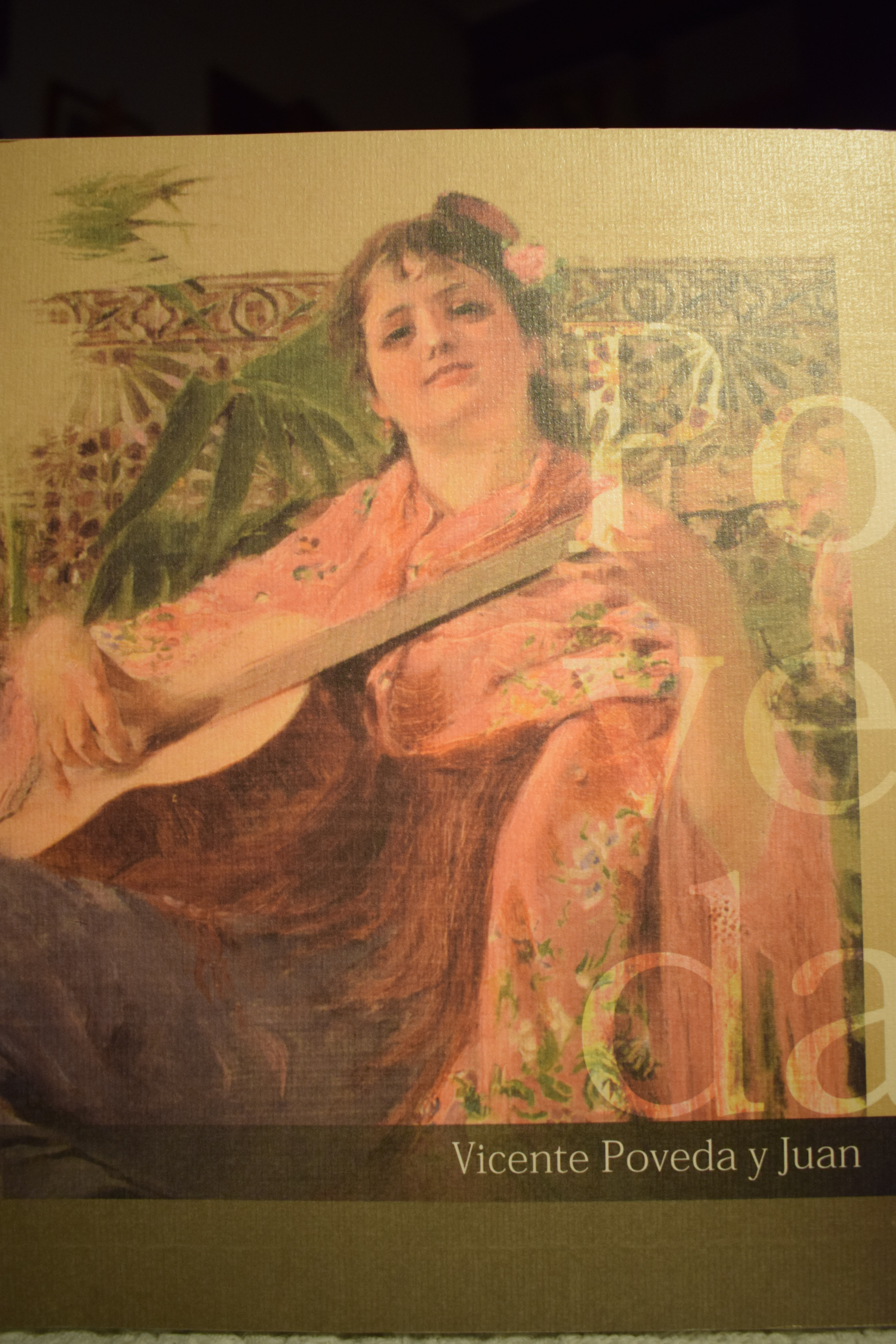
Portada del catálogo de la exposición de 1998

Mujer con vestido rojo. Acuarela 0,67 x 0,38 m 
Procesión en San Marcos, Venecia. Óleo. No consta tamaño.

### Payá Llorente y Payá Poveda 2016
Ritratto de muliere con filo di perle. Acuarela 0,71 x 0,53 m 
Autorretrato Acuarela 0,385 x 0,285 m 
Romería. Dibujo 0,178 x 0,279 m 
El predicador. Acuarela 0,22 x 0,34 m

### Payá Poveda 2018
Bautizo en la capilla de S. Francisco en Asís.  Óleo 46 x 75 cm
Campesino. Óleo 51 x 49 cm
Joven con mantón amarillo. Óleo sobre tabla. 26 x 15 cm
La visita al cardenal de los marchantes. Óleo.  Roma  50 x 61 cm
Caballero leyendo- Óleo. 55 x 33 cm 
Bimbo con cagnoleto. Óleo 7 x 18 cm
Paleta colectiva (con M. Degrain, S. Barbudo, V. March y otros). Óleo sobre paleta de pintor 50 x 36 cm.
Dama en una iglesia.  76 x 47 cm.  Acuarela
Dama elegante 73 x 52 cm. 73 x 52 cm. Acuarela 
El antiguo Egipto. 35 x 26 cm  Acuarela (sin firma. Versión del óleo de 45 x 36cm).
Fanciulla Velata 48 x 32 cm. Acuarela

### Semanario El Carrer, n.º 1224 de 7 de septiembre de 2018
Termas de Caracalla. Roma.  Acuarela sobre papel Watman. 0,75 x 0,47 m.  Colección particular.

### Payá Poveda 2019
Un traguetto a Venezia. Óleo sobre lienzo. 60,5 x 100 cm
Al Pascolo. Óleo sobre lienzo. 36 x 61 cm.

### Semanario El Carrer, n.º 1291 de 30 de enero de 2020
Escena de una calle muy transitada en Roma, 1900. Óleo sobre lienzo 30 x 50 cm.

### Payá Poveda 2020
Mercado. Óleo sobre lienzo 38 x 59 cm. 